# Luis Falero
Luis (Ricardo) Falero, 1851-1896, spansk målare. Specialiserad på nakna kvinnor, myter, häxor och fantasier. Alla hans målningar innehöll oftast en naken kvinna. Arbetade med olja på duk.

## Galleri

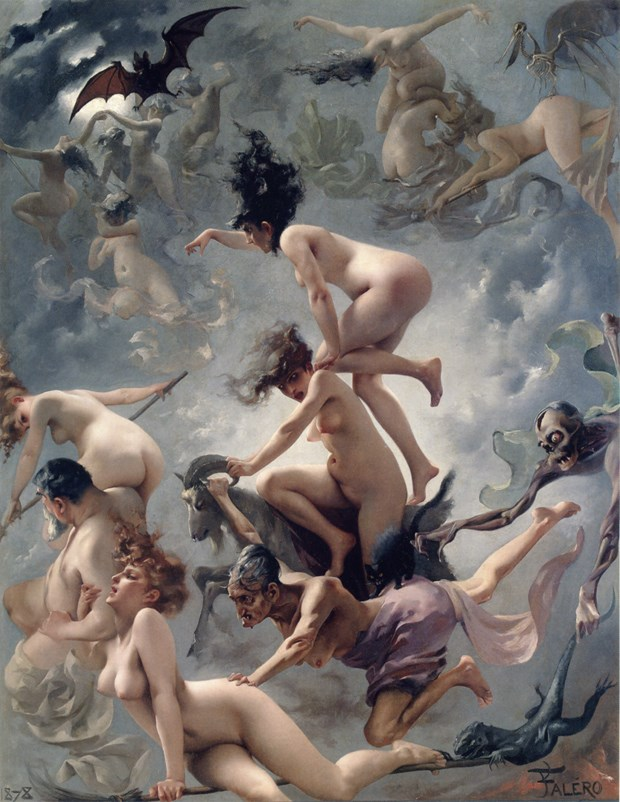
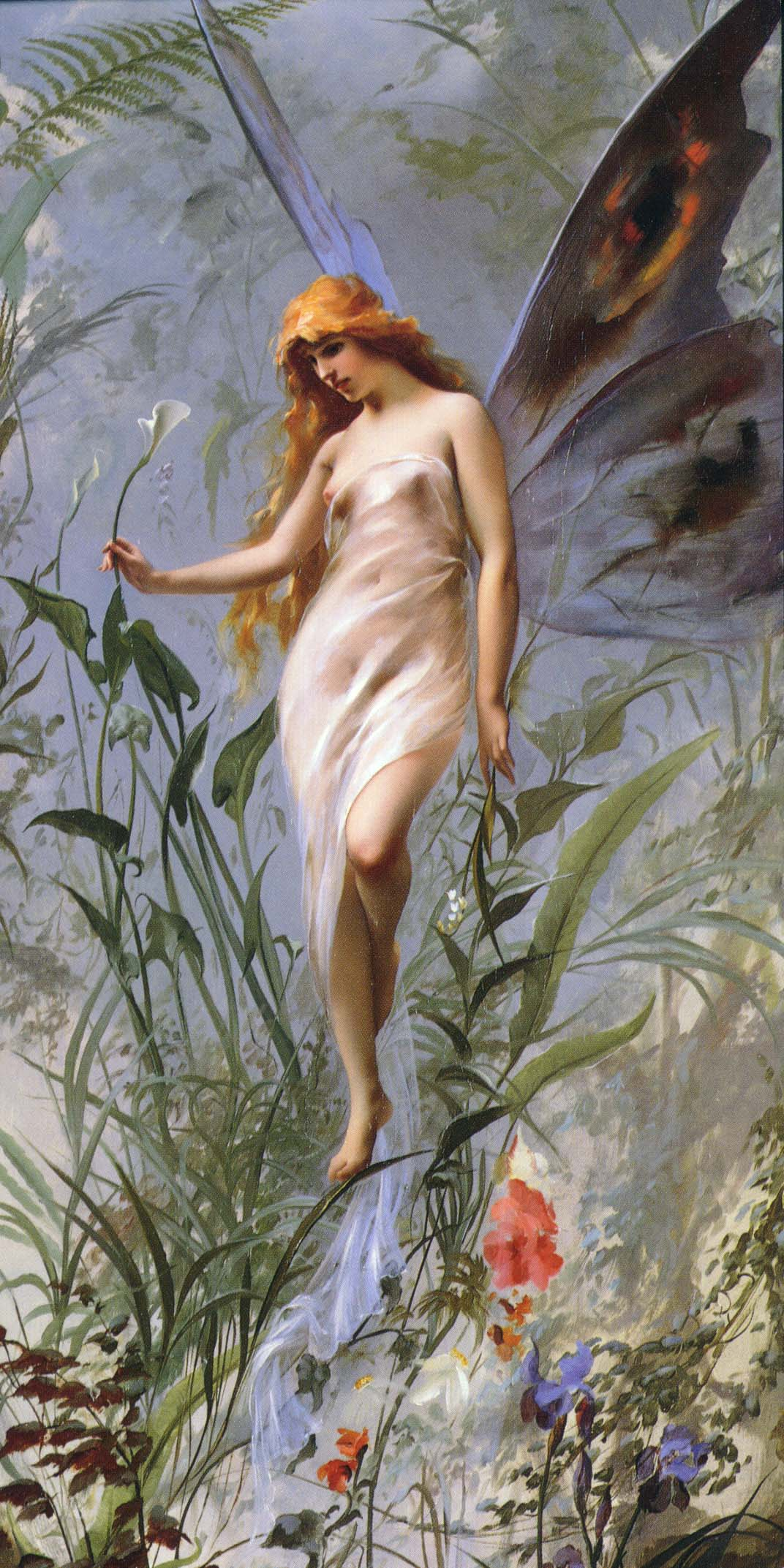
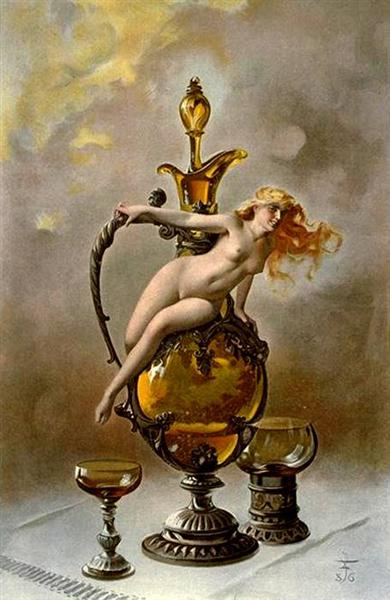
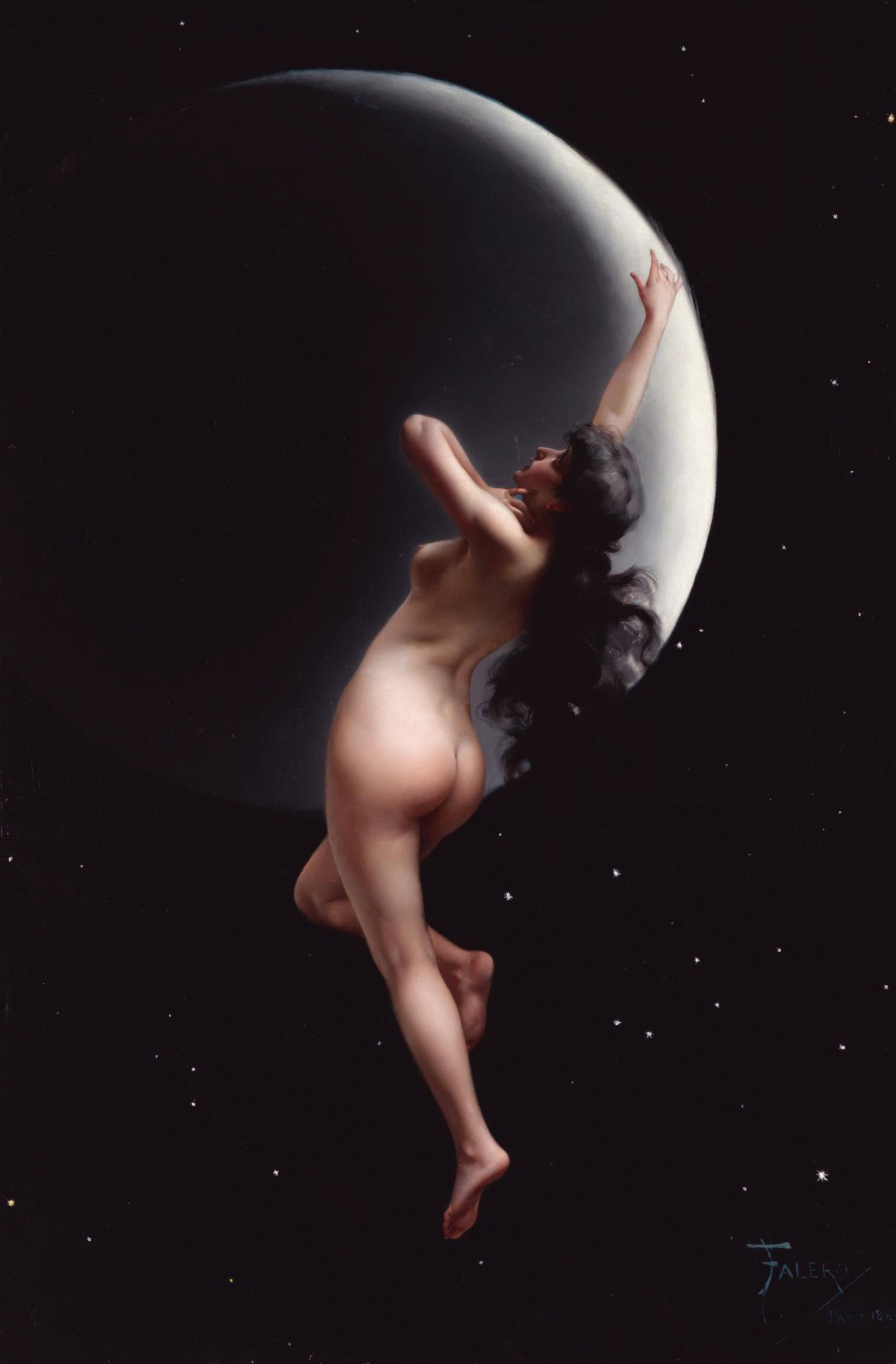
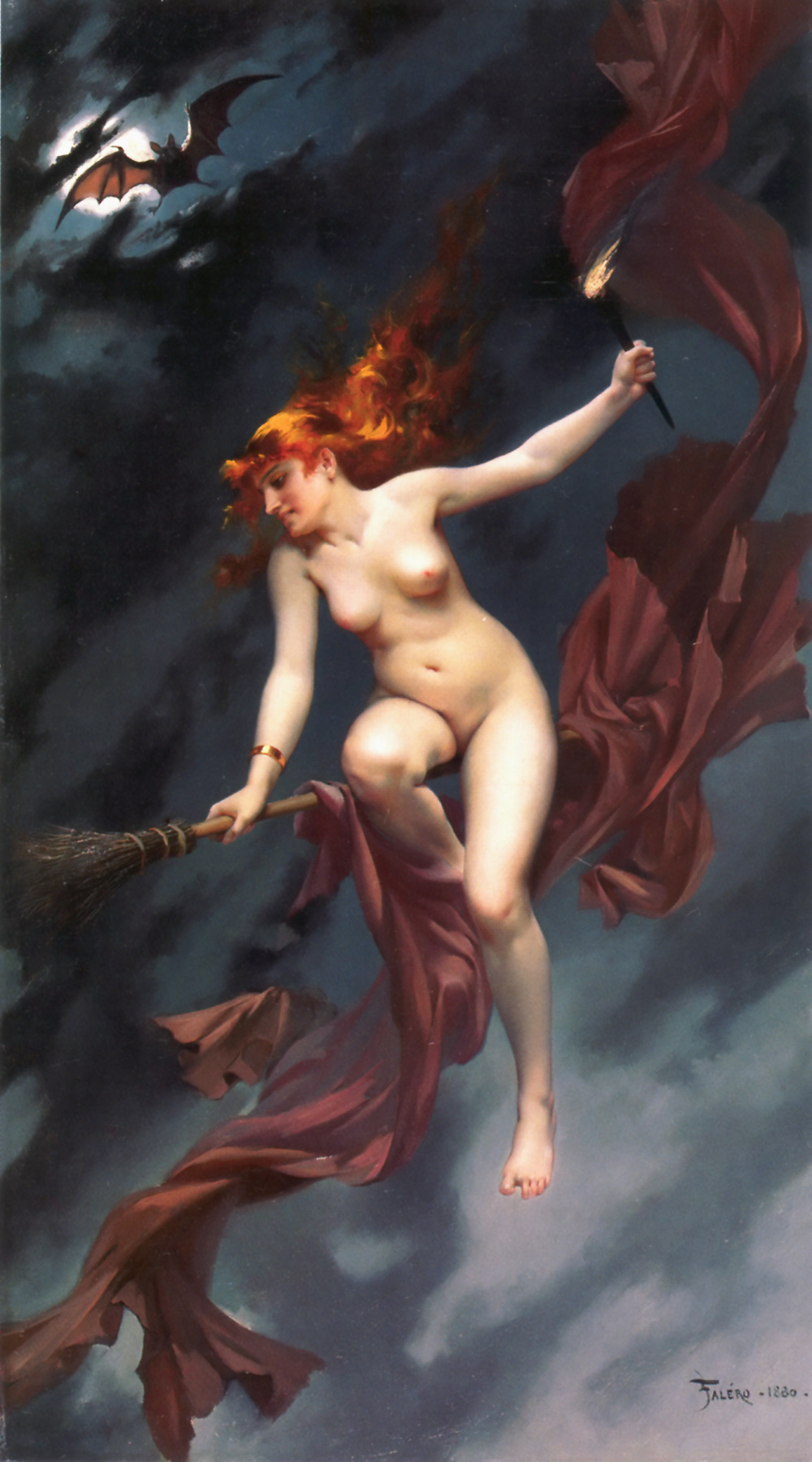
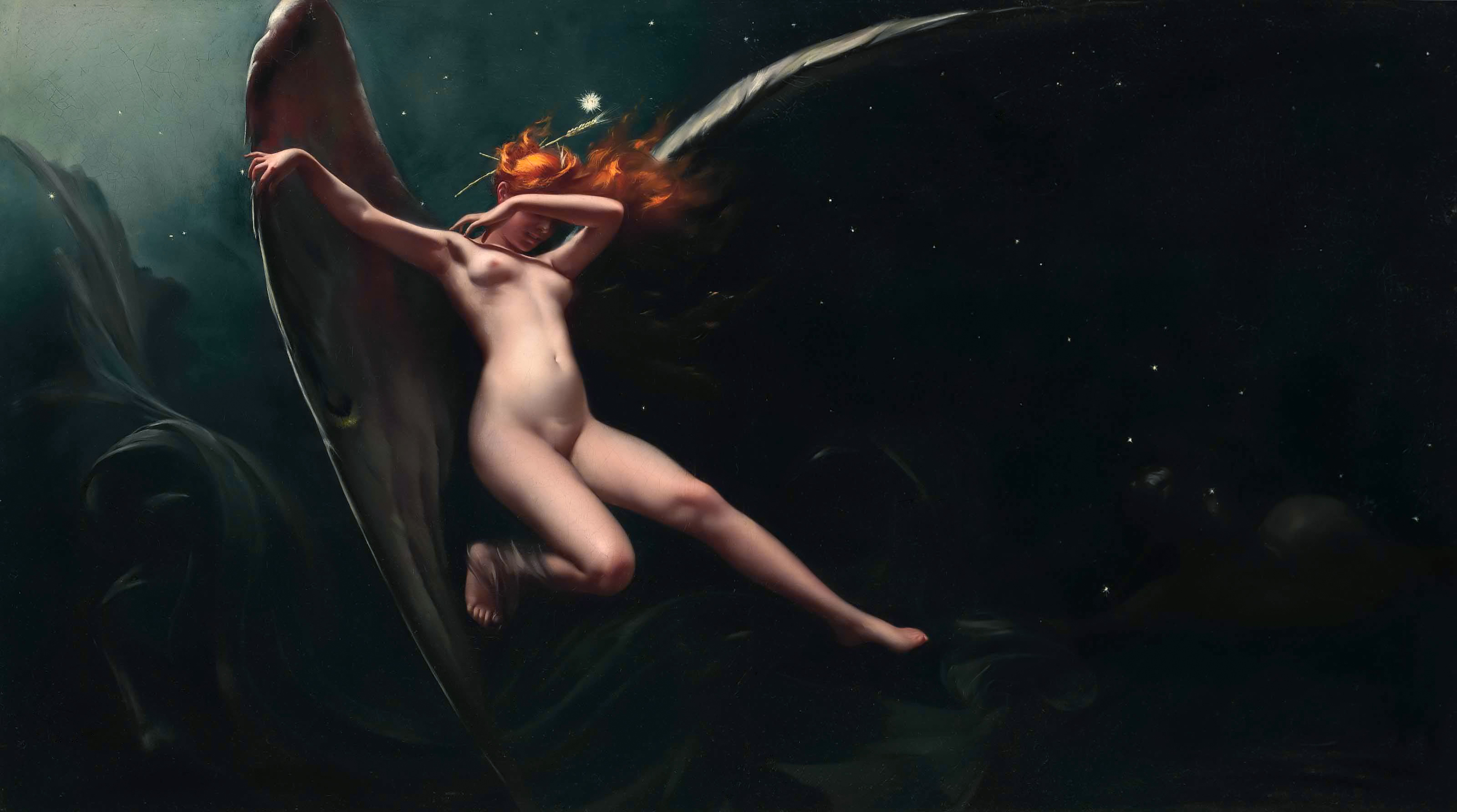
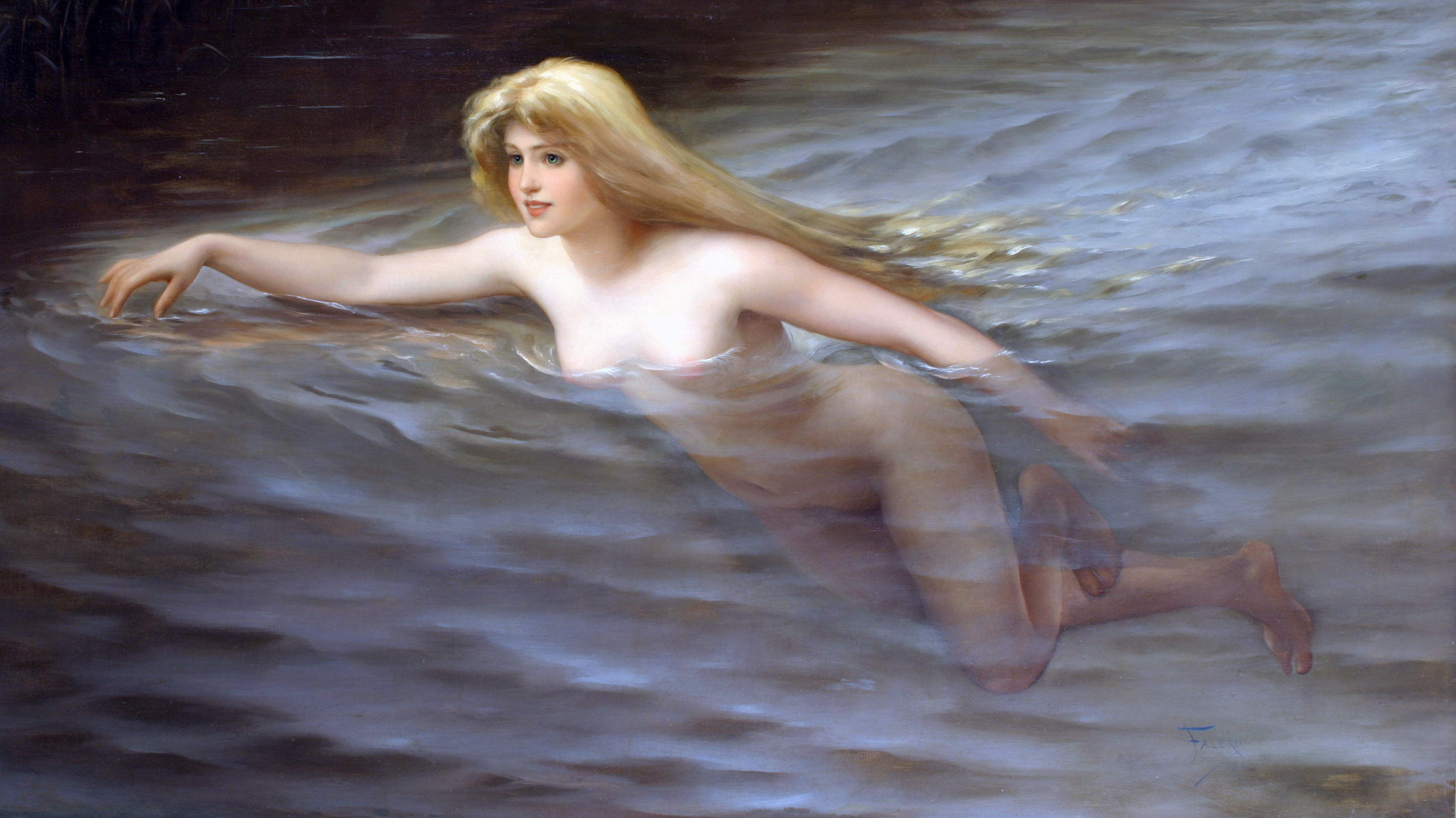
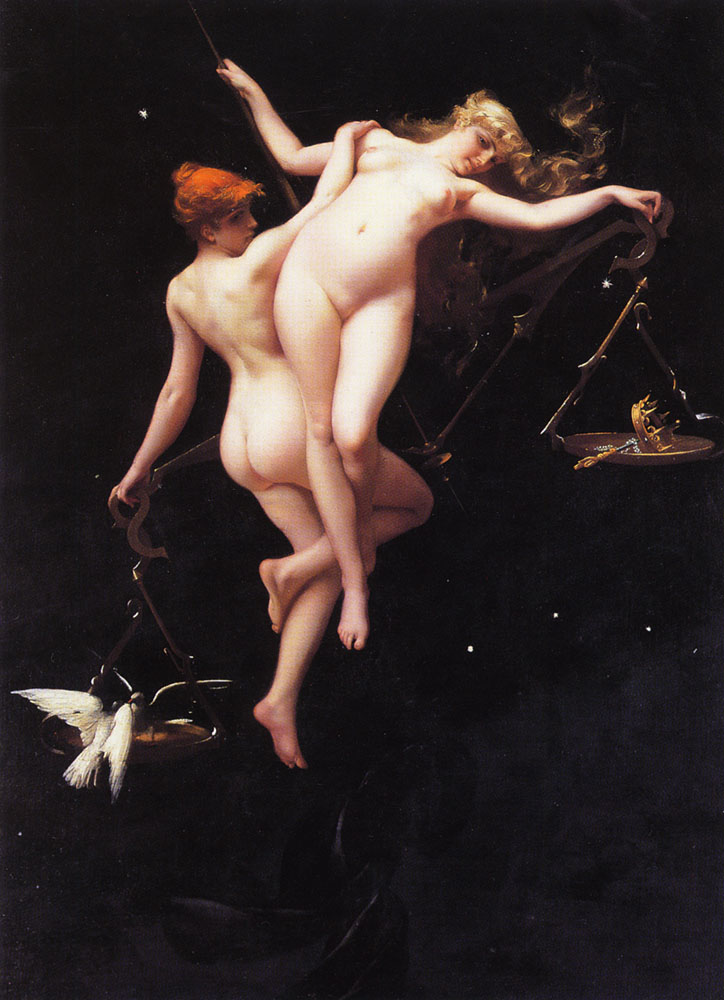